# Tweismaker
Tweismaker waren kleine, zweimastige Jollen, die im Mündungsgebiet der Warnow bis in die 1930er Jahre für die Küstenfischerei eingesetzt wurden. Die geklinkerten Jollen waren sprietgetakelt und hatten gewöhnlich zwei Mann Besatzung.
Seit 2017 entsteht in gemeinnütziger Arbeit einer Gruppe von Segelfreunden um den Bootsbauer Paul Brümmer nach traditionellen Bootsbaumethoden auf der historischen Bootswerft auf dem Gelände des Iga-Parks in Rostock ein Nachbau der klassischen Warnemünder Fischerjolle, von der kein Original mehr erhalten ist. Das Projekt wird vom Förderkreise für das Schiffbau- und Schifffahrtsmuseum Rostock e. V., der Hansestadt Rostock und weiteren Förderern finanziell unterstützt. Am 14. September 2020 wurde der Botschafter des Museums zu Wasser gelassen.  
Im Rahmen der 85. Warnemünder Woche läuft die Tweismaker-Jolle Oll Stromer im Alten Strom ein.
Warnemünder Twei-Smaker unter Segel

Link zum Bild